# Takuya Ōta
Takuya Ōta (太田 拓弥 (Ōta Takuya?); Prefettura di Wakayama, 2 gennaio 1970) è un ex lottatore giapponese, specializzato nello stile libero. Ha rappresentato la Giappone ai Giochi olimpici estivi di Atlanta 1996, vincendo la medaglia di bronzo nel torneo dei 74 kg. Ai Giochi asiatici di Hiroshima 1994 ha guadagnato l'argento nella stessa categoria di peso.

## Palmarès
- Giochi olimpici

Atlanta 1996: bronzo nei 74 kg;
- Giochi asiatici

Hiroshima 1994: argento nei 74 kg;